# アンヌ・コンシニ
アンヌ・コンシニ（Anne Consigny,1963年5月25日 - ）はフランス・アランソン出身の女優。アン・コンシニーという表記も見られる。
祖父は政治家のモーリス・クーヴ・ド・ミュルヴィル。高田賢三が監督した『夢・夢のあと』で映画デビュー。

## 主な出演作品
- 夢・夢のあと (1981年)
- La Cerisaie (1982年／ピーター・ブルック演出「桜の園」の舞台テレビ収録)
- Le Soulier de satin (1985年／マノエル・ド・オリヴェイラ監督)
- “男たちと共に” 演技するレオ Léo, en jouant « Dans la compagnie des hommes » (2003年／アルノー・デプレシャン監督) シネクラブ上映
- 灯台守の恋 L'Équipier (2004年)
- あるいは裏切りという名の犬 36 Quai des Orfèvres (2004年)
- 愛されるために、ここにいる Je ne suis pas là pour être aimé (2005年)
- 潜水服は蝶の夢を見る La Scaphandre et le papillon (2007年)
- 華麗なるアリバイ Le Grand Alibi (2007年)[1]
- クリスマス・ストーリー Un conte de Noël (2008年)
- ラルゴ・ウィンチ Largo Winch (2008年) WOWOW放映後、DVD発売
- ジャック・メスリーヌ フランスで社会の敵No.1と呼ばれた男 Part2 ルージュ編 L'Ennemi public n° 1 (2008年)
- ジョン・ラーベ 〜南京のシンドラー〜 John Rabe (2009年)
- 風にそよぐ草 Les Herbes folles (2009年)
- 誘拐 Rapt (2009年／リュカ・ベルヴォー監督) TV5MONDEで日本語字幕付放映
- いかしたやつら Les Beaux Mecs (2010年／TVシリーズ) TV5MONDEで日本語字幕付放映
- ザ・フォース De force (2011年)
- いちじくの木の下で Sous le figuier (2013年) TV5MONDEで日本語字幕付放映
- 3 cœurs (2014年／ブノワ・ジャコ監督)
- エル ELLE Elle (2016年／ポール・ヴァーホーヴェン監督)[2]
- おもかげ Madre (2019年)

## CM
- 持田製薬 コラージュシリーズ（1982年）